# Pierre Claverie
Pierre Lucien Claverie OP (8 de maig de 1938, Bab El-Oued, Algèria - 1 d'agost de 1996, Orà, Algèria) va ser un frare dominic algerià, bisbe de la diòcesi d'Orà des del 24 de maig del 1981 fins al seu assassinat l'1 d'agost de 1996. L'Església Catòlica va beatificar-lo el 8 de desembre de 2018.

## Biografia
Va créixer al si d'una família no gaire devota, però catòlics, que feia quatre generacions que vivien a Algèria. Va tenir el seu primer contacte amb l'Orde de Predicadors quan tenia onze anys, quan es va apuntar a un grup de Boy Scouts.
Després d'acabar els estudis secundaris va anar a Grenoble, França, per estudiar a la universitat. En aquesta ciutat va viure el rebuig contra les persones que es manifestaven en contra de la presència francesa a Algèria.
El 1958 va entrar a l'Orde dels dominics i va començar el seu noviciat a Lilla. Va acabar els estudis a Le Saulchoir, prop de París. Durant aquest temps, la guerra d'independència d'Algèria, que havia començat el 1954, va acabar el 1962. Tres anys després, el 1965, va ser ordenat sacerdot.

## L'elecció d'Algèria
Pierre Claverie va decidir tornar a Algèria el 1967 més que no pas per nostàlgia pel desig de participar en la reconstrucció d'un país que acabava d'independitzar-se. Impulsat per aquesta idea, va aprendre àrab i es va convertir en un punt de referència per a temes relacionats amb l'islam. Des del 1973 fins al 1981 va dirigir el Centre des Glyciens, un centre educatiu per a l'estudi de l'àrab i de l'islam. Aquest centre, que en principi va ser construït per acollir els religiosos que volien servir a Algèria, es va dedicar a aquest propòsit gràcies a l'increment de musulmans que volien aprendre àrab després de la independència, atès que fins aleshores la llengua oficial havia estat el francès.
Va ser un home de diàleg que va participar en moltes trobades entre cristians i musulmans, tot i que alhora també era crític amb la formalitat amb què s'organitzaven les conferències entre religions quan s'afrontaven els temes de forma superficial. Claverie va ser nomenat bisbe de la diòcesi d'Orà el 21 de maig de 1981 i consagrat pel cardenal Leon Etienne Duval l'octubre d'aquell mateix any.

## La Guerra Civil i l'assassinat
Des del 1992 i després de l'esclat de la Guerra Civil algeriana, l'Església Catòlica, que servia principalment a treballadors estrangers a la zona, va rebre moltes amenaces. Moltes veus des d'Europa aconsellaven a l'Església que abandonés el país, tanmateix, Pierre Claverie s'hi va oposar fermament, car, encara que no aconseguiria obtenir la nacionalitat algeriana, ell es considerava algerià i es negava a abandonar les persones del seu país. Durant aquest temps, ell es va negar també a quedar-se callat, perquè quan li semblava que calia, no dubtava pas a criticar públicament les dues forces que vivien la tragèdia de la guerra civil: el front islàmic de Salut i el govern algerià.
El 26 de maig de 1996 van assassinar els monjos del monestir de Tibhirine. Pierre Claverie sabia que la seva vida també estava en perill i tot i així va continuar a Algèria. L'1 d'agost de 1996 una bomba va esclatar davant del bisbat, i Pierre Claverie hi va morir juntament amb el seu xofer i amic Mohamed una mica abans de la mitjanit. El 23 de març de 1998 tretze persones van ser condemnades a pena capital per estar implicats en l'atemptat contra Claverie. L'Església va intentar en diverses ocasions la nul·litat de la sentència.
El 26 de gener del 2018 el Papa Francesc va aprovar el martiri del bisbe i dels seus companys i Pierre Claverie va ser beatificat el 8 de desembre del 2018.